# Лангусты
Лангусты (лат. Achelata) — инфраотряд десятиногих раков, насчитывающий 140 современных и 72 ископаемых вида.

## Строение
Крупные ракообразные с уплощённым телом, достигающие в длину до 60 см. Внешне напоминают омаров, отличаясь отсутствием массивных клешней на передних ходных ногах. Небольшие клешни имеются только у самок (на пятой паре ног) и применяются ими для очистки поверхности тела. У самцов лангустов рода Justitia на передней паре ходных ног развиваются подклешни.
Тело и толстые антенны покрыты мощными шипами.

## Размножение и развитие
Размножаются половым путём, достигая половой зрелости к пятому году жизни. Самки откладывают икру в особую сумку, расположенную в районе груди, где икра оплодотворяется половыми продуктами самцов.
Из оплодотворённых яиц, которые несколько месяцев находятся в сумке матери, вылупляются уплощённые личинки — филлосомы (от др.-греч. φῠ́λλον — лист и σῶμα — тело), очень мелкие и способные передвигаться в толще воды благодаря отросткам на теле. Внешне они напоминают расплющенных стеклянных паучков, которых сложно заметить в толще воды. Единственное, что напоминает о происхождении личинок лангустов — крохотный хвостик, похожий на хвост взрослого лангуста. В этот период своей жизни личинки лангустов питаются бентосом (зоопланктоном) и довольно быстро растут. Постепенно они превращаются в крохотных лангустов и опускаются на дно моря. На первом году жизни лангусты линяют около десяти раз. Новый панцирь затвердевает в течение 2–3 недель. Продолжительность жизни лангуста неизвестна.

## Образ жизни
Лангусты распространены в тёплых морях. Ведут донный образ жизни на глубине не более 200 метров, прячась среди камней, коралловых построек и в расселинах скал, а также в зарослях подводной растительности.

## Добыча
Лангустов ловят ставными сетями и корзинами-ловушками. Мясо лангуста считается деликатесом.

## Иллюстрации

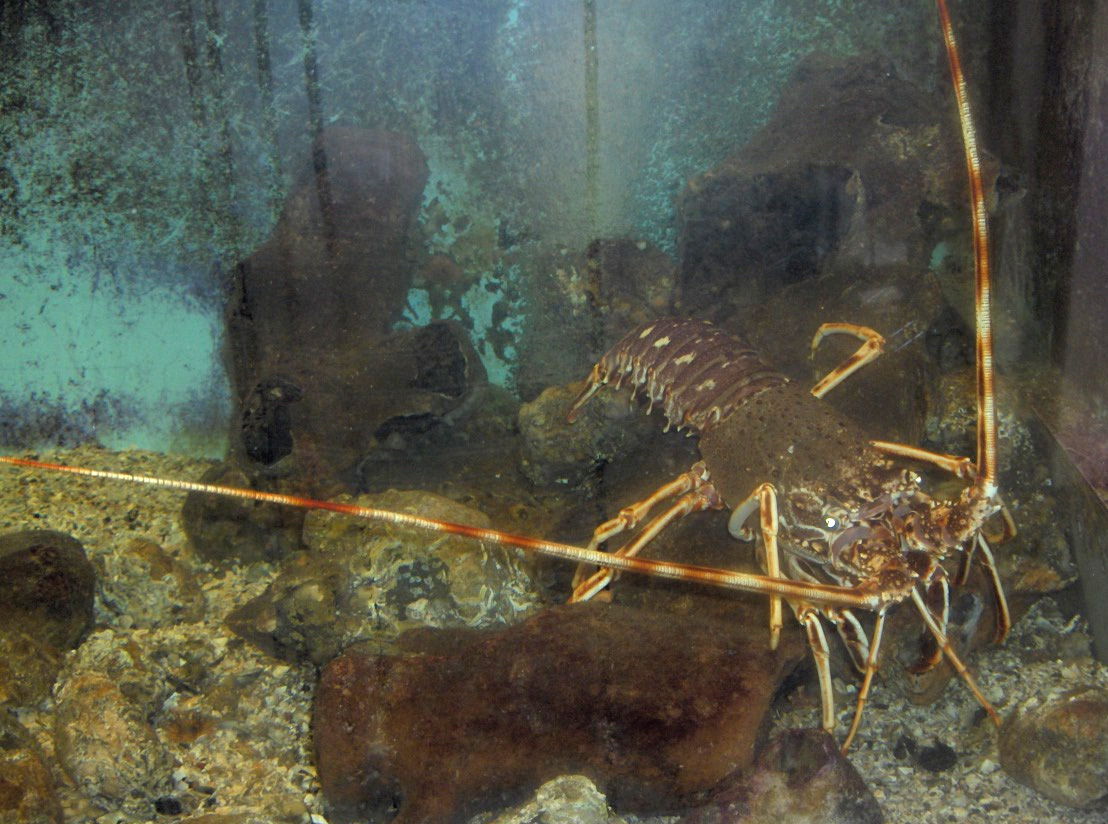
Лангуст Palinurus vulgaris
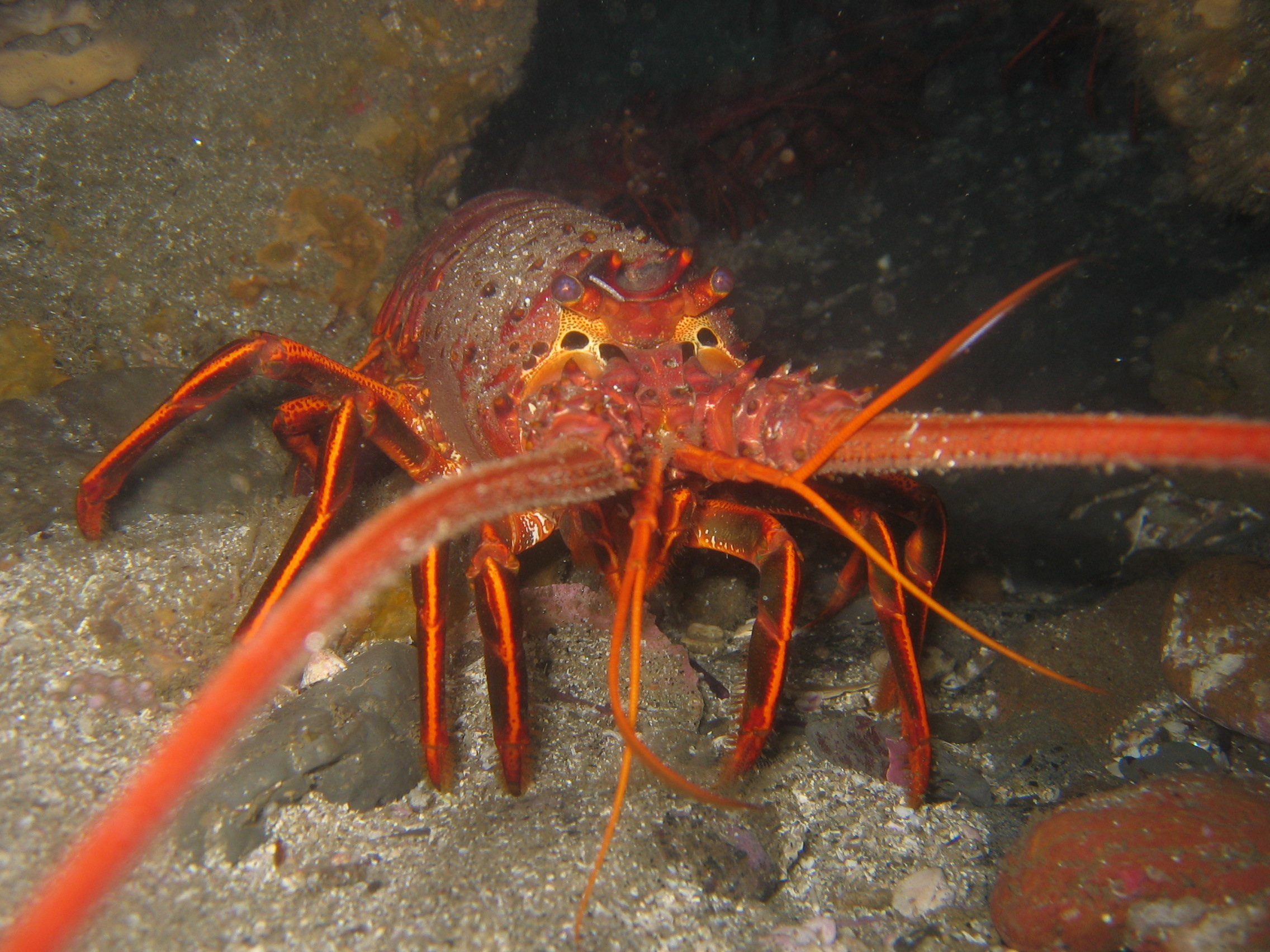
Калифорнийский лангуст Panulirus interruptus